# ネット広告ガイド
ネット広告ガイド（ネットこうこくガイド）は、Yahoo! JAPANが運営していたインターネット広告のポータルサイト。
2015年に「Yahoo!マーケティングソリューション」に統合され消滅した。

## 概要
インターネット広告とインターネットマーケティングについて情報をYahoo! Japanが発信している無料のウェブサイト。2008年1月に公開され、インターネット広告を扱うポータルサイトとしては、日本最大規模と言えた。
サイト内では、企業の宣伝担当者のインタビューのほか、Yahoo!ニュースのインターネット広告関連のニュースや、ニューズ・ツー・ユーの四家正紀によるコラムが掲載されている。
同様のサービスとしては、エキサイトのウェブアドタイムスが存在するが、ネット広告ガイドはよりインターネット広告にターゲットを絞って展開しているのが特徴と言える。
インターネット広告と言えば通常、広告代理店（最近は広告会社と呼ばれることが多くなった）のWeb媒体関係部署・媒体の広告担当者、そして広告主と、さまざまな立場の人間が現れ、ひとたびプロジェクトが立ち上がると、思惑が交錯するものである。ネット広告ガイドでは、中でも広告主、さらに比較的宣伝部のなかで立場が弱いとされるネット広告担当者に焦点を当て、生の声を拾っている点が特徴である。また、2008年9月からクリエイターインタビューと称するWebクリエイターへのインタビューコーナーも立ち上げている。